# Provincia de Melgar
La provincia de Melgar, creada y oficialmente llamada hasta 1925 provincia de Ayaviri, es una de las trece que conforman el departamento de Puno, en el sur del Perú. Su capital es la ciudad de Ayaviri.
Limita por el norte con la provincia de Carabaya, por el este con la provincia de Azángaro, por el sur con la provincia de Lampa y por el oeste con las provincias de Canchis y Canas (Cusco).
Desde el punto de vista jerárquico de la Iglesia católica, forma parte de la prelatura de Ayaviri en la arquidiócesis de Arequipa.

## Toponimia
La provincia, en su ley de creación del 25 de octubre de 1901, fue denominada provincia de Ayaviri. Sin embargo, durante el gobierno del presidente Augusto Leguía, el Congreso aprobó la Ley n.º 5310, del 2 de diciembre de 1925, renombrándola como provincia de Melgar, en honor al célebre poeta arequipeño Mariano Melgar, fusilado por las fuerzas realistas tras un juicio sumario improvisado luego de la derrota patriota en la batalla de Umachiri, que ocurrió en el actual distrito homónimo.

## Historia
La llegada del ferrocarril a Ayaviri trajo un progreso efectivo a la localidad, convirtiéndola en un centro comercial, cultural y social con la formación de los centros educativos, culturales, deportivos y sociales, así como artísticos, siendo reconocida como tierra de artistas y poetas. Convirtiéndose en el  más concurrido de los pueblos del norte del departamento de Puno, naciendo un sentimiento separatista de la provincia de Lampa a favor de Ayaviri por la cercanía de todos los distritos norteños a la ciudad de Ayaviri, pues muchos están solamente a cinco horas en bestia de carga a la ciudad de Ayaviri y tres horas en movilidad por carretera. La provincia fue creada mediante ley del 25 de octubre de 1901.
El 23 de septiembre de 2019, la municipalidad aprobó, a través de la Ordenanza n.º 018-2019-CM.MPM/A, reconocer a las aguas de la cuenca del río Llallimayo como sujeto de derechos en su jurisdicción, convirtiéndose así en el primer Gobierno provincial del país en hacerlo.

## Geografía
La provincia tiene una extensión de 6446,85 km².

## División administrativa
Melgar divide en nueve distritos:
1. Antauta
2. Ayaviri
3. Cupi
4. Llalli
5. Macari
6. Nuñoa
7. Orurillo
8. Santa Rosa
9. Umachiri

## Capital
La capital es la ciudad de Ayaviri, capital ganadera del Perú.
Mediante Ley n.º 30031, de fecha 4 de junio de 2013, se declara a la provincia de Melgar, del departamento de Puno, como Capital Ganadera del Perú. 
Santa Rosa se encuentra en la provincia de Melgar, Puno, Perú. Está ubicada en la meseta del Collao o del Titicaca —Puno—. Santa Rosa se encuentra ubicada a una altitud de 3993 m s. n. m. Se llega por carretera asfaltada desde Juliaca, con un recorrido de 128 km. La temperatura varía de 18-20° máxima a 0° mínima.

## Población
La provincia tiene una población aproximada de 85 000 habitantes.

## Geografía
Hacia el norte se encuentra la cordillera de Carabaya; al este y sur, las pampas de Lampa y Azángaro, y al oeste, la cordillera de Vilcanota.

## Símbolos

### Himno provincial de Melgar
CORO
Melgar, Melgar, crisol y luz;
fuerza y trabajo, sol y caricia,
por ti mi corazón y mi alma vibran
con dicha y esperanza 
En mi sangre vive tu nombre 
con fe que florece en amor,
tierra bendita, cuna sagrada de historia,
leyenda y porvenir.

I ESTROFA
Con el pecho inflamado de orgullo prometemos defenderte y trabajar
con amor, gratitud y respeto en concordia, armonía y lealtad
levantando en alto los nombres que han forjado tu pueblo gentil.
Que la unión, la acción y el progreso serán la luz, serán la voz del bienestar.

ESTRIBILLO
Tu nombre es norte, es guía y es fulgor
Melgar, capital ganadera del Perú
Latido vital, vendaval de libertad
Arriba por siempre, provincia de Melgar.

II ESTROFA
La prosapia de Huamán Tapara con el gólgota de Mariano Melgar,
la razón de Pacheco y de Castro
son emblemas de honra y dignidad. 
Con la fe en nuestra madre Altagracia
bajo el manto de su bendición,
entre q’aqchas y cantos de gloria
florecerá en el corazón amor y paz.

III ESTROFA
Ayaviri, Antauta y Cupi,
Orurillo, Santa Rosa y Macarí,
Umachiri, Ñuñoa y Llalli
son hermanos de un solo palpitar.
Cunurana, el apu sagrado,
por ser dios de mi pueblo ancestral,
con la fuerza de ser melgarino
toma mi fe: cumbre de luz y eternidad.

IV ESTROFA
Los Echave y los Huirse extienden
por el mundo de canción de identidad
y florecen las estudiantinas
con los ecos del Centro Musical.
Tierra mía de blanco y esmeralda
con tus pampas y cumbres sin fin,
generosa provincia collavina
eres pendón de armonía y de amistad.

V ESTROFA
En la historia refulge tu nombre
Ayaviri, capital de Melgar,
que es la savia que nutre mi sangre
y es bandera de orgullo y tradición 
Tinajani de ensueño y leyendas,
Taripakuy, abrazo y carnaval
con sabor de cancacho y  wiphalas,
tierra natal, bello oyel del corazón.

## Autoridades

### Regionales
- Consejero regional
  - 2019-2022:[5] Samuel Pacori López (Movimiento de Integración por el Desarrollo Regional, Mi Casita)

### Municipales
- 2015-2018[6]
  - Alcalde 2019: Esteban Álvarez.

- - Alcalde: Luciano Elías Huahuasoncco Hancco, del Movimiento Reforma Regional Andina Integración, Participación Económica y Social (RAICES).
  - Regidores: Miguel Ángel Huamán Huallpa (RAICES), Brigitte Sylvia Villalba Quispe (RAICES), Rito Felipe Huayta Arizaca (RAICES), Roger Isidro Barra Mamani (RAICES), Julián Morocco (RAICES), Wilber Roberto Velarde Ccoyto (RAICES), Juan Manuel Zea Jara (Moral y Desarrollo), Clímaco Huayapa Gallegos (Moral y Desarrollo), Juvert Edilberto Coila Aguilar (Frente Amplio para el Desarrollo del Pueblo).

### Policiales
- Comisaría de Ayaviri
  - Comisario: Comandante PNP

### Religiosas
- Prelatura de Ayaviri[7]
  - Obispo prelado: Mons. Kay Martin Schmalhausen Panizo SCV[8]
- Parroquia San Francisco de Asís[9]
  - Administrador parroquial: Pbro. Miguel Coquelet SCV, vicario foráneo.

## Festividades
- Fiesta de la Candelaria (Puno)
- Fiesta de la Virgen de Alta Gracia (Ayaviri)